# Stoinești
Stoinești – wieś w Rumunii, w okręgu Arad, w gminie Craiva. W 2011 roku liczyła 173 mieszkańców. 